# Nemzetiszocialista eutanáziaprogram
Németországban 1933-ban az árja faj egészsége és tisztasága érdekében törvényt alkottak az öröklött betegségekkel terhelt személyekről. A törvény elrendelte a veleszületett értelmi fogyatékosságban, a skizofréniában, a ciklikus pszichikai elborulásban, epilepsziában, veleszületett vakságban és süketségben és a komoly testi deformációkban szenvedő személyek sterilizálását a megkérdezésük nélkül. A sterilizálási indítványt nem orvos, hanem hivatalnok tette meg. A Harmadik Birodalom vezére, Adolf Hitler egyetlen paranccsal kibővítette az orvosok kompetenciáját, miszerint kegyelemből megölhetik a gyógyíthatatlannak ítélt betegeket. Ez volt a T4 Eutanázia hadművelet. Első áldozatai agykárosodásban, skizofréniában szenvedő, valamint szellemileg visszamaradott gyermekek voltak, később felnőttekre is kiterjesztették.
A T4-es akció végrehajtásáért a Führer személyi orvosa, dr. Karl Brandt, Leonardo Conti egészségügyi miniszter és Viktor Brack, a főorvosi szolgálat elnöke volt a felelős. Végrehajtására és koordinálására létrehozták a Birodalom Egészségügyi és Beteggondozó Szövetségét. Ez a szervezet SS-orvosokat tömörített. Az akció végrehajtása során az Egészségügyi és Beteggondozó Szövetség kérdőíveket küldött ki az összes idősotthonba és beteggondozó intézetbe. A kérdőívek olyan személyekre vonatkoztak, akik skizofréniában, epilepsziában, szklerózisban, szifiliszben, gyengeelméjűségben szenvedtek vagy több mint öt éve egészségügyi gondozásban részesültek. Az Egészségügyi és Beteggondozó Szövetség orvosai döntöttek életről, halálról a beküldött kérdőívek alapján. A halálra jelölteket szürke, jelzés nélküli autóbuszokkal szállították azokba a központokba, ahol kioltották az életüket. Ezeket a megsemmisítő központokat gondozóintézetek működtetésére létrehozott alapítványok finanszírozták. A gyerekeket méregtablettákkal vagy méreginjekcióval ölték meg, a felnőtteket gázkamrákban, szén-monoxiddal. Az Eutanázia hadműveletnél azt az elgázosítási módszert alkalmazták, amit később a haláltáborokban. A holttesteket elégették, a hamvakat pedig elküldték a családnak. Persze a nácik gondosan ügyeltek arra, hogy a családtagok előtt titokban maradjanak az ilyen gyilkosságok.
Ilyen volt a hivatalos értesítés szövege a halálesetről: „Legnagyobb sajnálattal tájékoztatjuk, hogy X. polgártárs, akit a birodalmi biztos külön utasítása alapján ezen és ezen a napon intézményünkbe szállítottak, ekkor és ekkor elhunyt. A halál oka agyvérzés. Lehetséges, hogy ennek a beteg személynek a további élet csak kínszenvedés lett volna. Ezért ezt a halálesetet megváltásnak kell, hogy tekintsék. Az intézményünkben kirobbanó járványveszélyre tekintettel a rendőrség azonnali hamvasztást rendelt el. Kérjük, jelöljék meg azt a temetőt, ahová a hamvakat tartalmazó urnát eljuttathatjuk!”
Az Eutanázia hadművelet következtében a kórházak kiürültek, és orvosok ezrei vesztették el munkájukat. Azonban nem csak a fizikai megsemmisítésből állt a T4-es akció. Azokat az elmebetegeket, akiket nem ítéltek halálra, átnevelő programokra irányították, ahol munkával kívánták őket „meggyógyítani”. Az ezekben az átnevelő programokban dolgoztatottak tömegesen pusztultak el. Az Eutanázia hadművelet során csak 1939 szeptembere és 1941 augusztusa között 70 000 embert gyilkoltak meg.